# بيتر أغسطس جاي (دبلوماسي)
بيتر أغسطس جاي (بالإنجليزية: Peter Augustus Jay) هو دبلوماسي أمريكي، ولد في 23 أغسطس 1877 في نيوبورت في الولايات المتحدة، وتوفي في 18 أكتوبر 1933 في واشنطن العاصمة في الولايات المتحدة.